# Jean Spautz

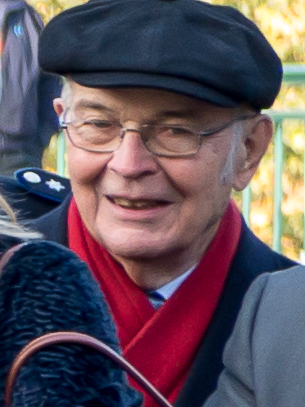
Jean Spautz

Jean Spautz (ur. 9 września 1930 w Schifflange) – luksemburski polityk, wieloletni minister, poseł i przewodniczący Izby Deputowanych, lider Chrześcijańsko-Społecznej Partii Ludowej w latach 80.

## Życiorys
Pracę zawodową zaczynał w koncernie przemysłowym ARBED. Zaangażował się wkrótce w działalność związkową, od 1954 do 1959 przewodniczył organizacji młodych pracujących katolików (Jeunesse ouvrière catholique).
W 1959 po raz pierwszy uzyskał mandat posła do Izby Deputowanych, zasiadał w niej do 2004, z przerwą na czas sprawowania funkcji rządowych. W okresie 1982–1990 stał na czele Chrześcijańsko-Społecznej Partii Ludowej.
Od 1980 do 1995 w randze ministra wchodził w skład kolejnych gabinetów, najpierw Pierre'a Wernera, następnie Jacques'a Santera. Odpowiadał przez cały ten czas za sprawy wewnętrzne i mieszkalnictwo, a ponadto do 1989 za sprawy rodziny. Później powrócił do parlamentu, któremu przewodniczył w latach 1995–2004.
W latach 1979–1980 był po raz pierwszy posłem do Parlamentu Europejskiego. Ponownie zasiadł w Europarlamencie w wyniku wyborów w 2004. W VI kadencji zasiadał we frakcji EPP-ED oraz w Komisji Zatrudnienia i Spraw Socjalnych. W 2009 zrezygnował z ubiegania się o reelekcję, kończąc swoją pięćdziesięcioletnią działalność na stanowiskach publicznych.